# Мілево-Велике
Мілево-Велике (пол. Milewo Wielkie) — село в Польщі, у гміні Трошин Остроленцького повіту Мазовецького воєводства.
Населення — 99 осіб (2011).
У 1975-1998 роках село належало до Остроленцького воєводства.

## Демографія
Демографічна структура станом на 31 березня 2011 року:
|          | Загалом | Допрацездатний вік | Працездатний вік | Постпрацездатний вік |
| -------- | ------- | ------------------ | ---------------- | -------------------- |
| Чоловіки | 49      | 12                 | 28               | 9                    |
| Жінки    | 50      | 13                 | 23               | 14                   |
| Разом    | 99      | 25                 | 51               | 23                   |